# 平成医療専門学院

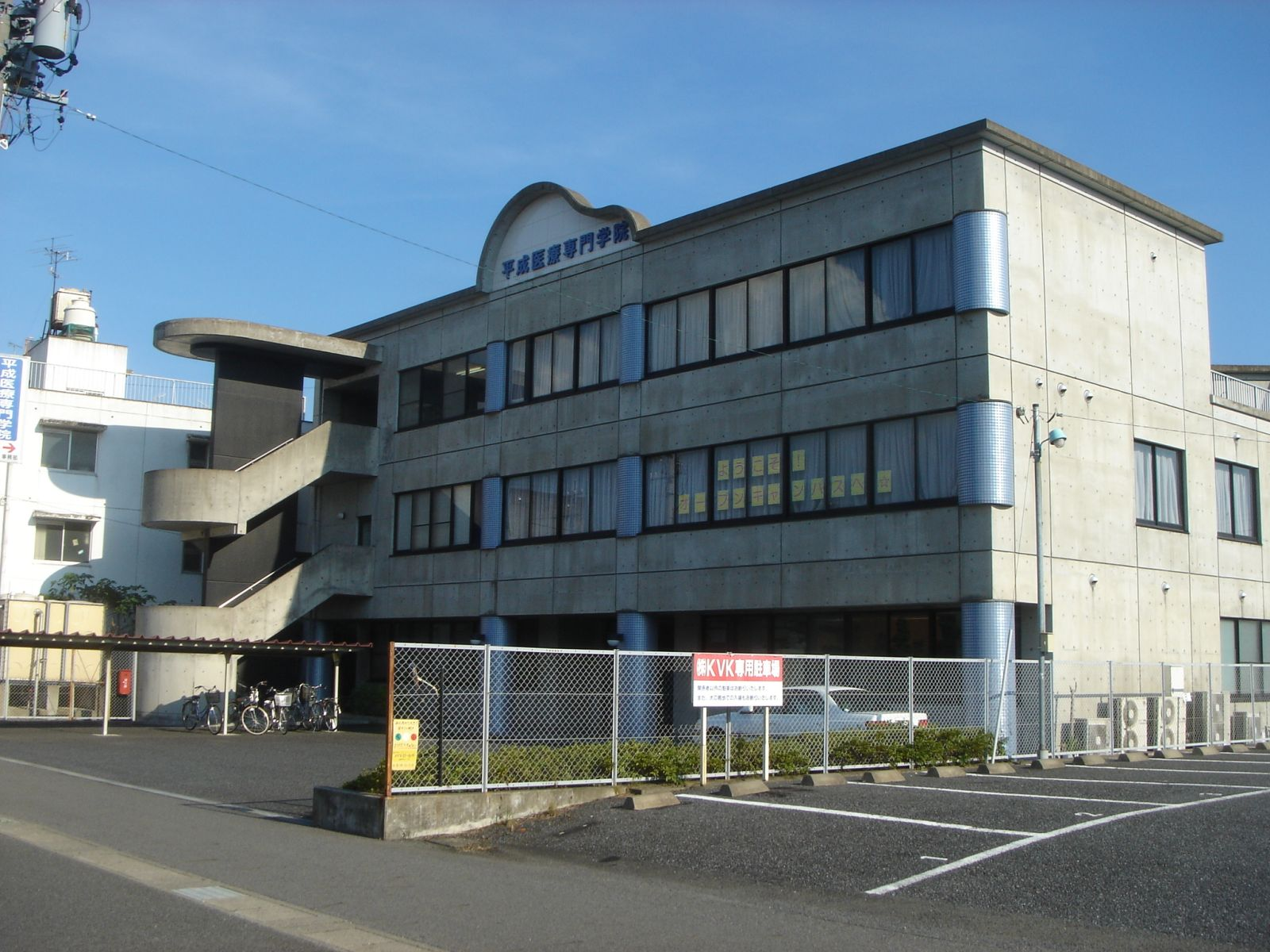
新館（2008年撮影）

平成医療専門学院（へいせいいりょうせんもんがくいん）とは、岐阜県岐阜市にあった私立専修学校。
医療法人社団誠広会（平野総合病院、岐阜中央病院を運営する医療法人）に関連する、学校法人誠広学園が運営する。リハビリテーション関連の学科が充実しており、全国でも少ない視能訓練士育成専門学科があった。2009年度より同学校法人が平成医療短期大学を設置し、2016年3月に閉校した。

## 構成学科
- 看護学科：2011年3月に閉科。
  - 全日制　3年課程
  - 通信制　2年課程
- 理学療法学科：2011年3月に閉科。
  - 3年課程　理学療法士
- 作業療法学科：2016年3月に閉科。
  - 3年課程　作業療法士
- 視能訓練学科：2016年3月に閉科。
  - 3年課程　視能訓練士

## 施設
- 新館
- 本館

## 略歴
- 1984年（昭和59年）：医療法人社団誠広会　岐阜リハビリテーション専門学院を設立。
- 1988年（昭和63年）：岐阜視能訓練専門学院を設立。
- 1990年（平成2年）：岐阜リハビリテーション専門学院と岐阜視能訓練専門学院を統合し、平成医療専門学院に改称する。（理学療法学科、視能訓練学科）
- 1991年（平成3年）：学校法人誠広学園を設立。医療法人誠広会より移管。
- 1993年（平成5年）：看護学科、作業療法学科を設置。
- 2005年（平成17年）：看護学科に、看護師2年課程通信制を開設。
- 2014年（平成23年）：現行の作業療法専攻および視能訓練専攻を併設の平成医療短期大学のリハビリテーション学科に移行。
- 2016年（平成24年）：廃校。

## 所在地
- 岐阜県岐阜市黒野182番地
  - 平野総合病院の近く。

## 交通機関
岐阜バス「折立平野総合病院前」バス停下車、徒歩5分。